# Sindacato lavoratori della comunicazione
Il Sindacato lavoratori della comunicazione (SLC CGIL) è l'organizzazione della CGIL che associa ed organizza le donne e gli uomini che operano nel settore dell'informazione del sistema radiotelevisivo pubblico e privato, delle telecomunicazioni, dei servizi postali, dell'audiovisivo, dello spettacolo dal vivo, dell'editoria, dei casinò e dell'ippica.

## Storia
SLC (Sindacato Lavoratori della Comunicazione) è il sindacato di categoria della CGIL nato nel 1996 dall'accorpamento tra la FILPT (Federazione Italiana Lavoratori Poste e Telecomunicazioni) e la FILIS (Federazione Italiana Lavoratori dell'Informazione e dello Spettacolo).
La costituzione del SLC ha rappresentato l'approdo finale di un progetto di omogeneizzazione, decisamente complesso ma sicuramente lungimirante, che ha consentito di realizzare, in ambito CGIL, la rappresentanza univoca di tutti i lavoratori che operano nel mondo della comunicazione, in senso lato.
Le stesse categorie costituenti il Sindacato Lavoratori Comunicazione provenivano, a loro volta, da ulteriori processi di accorpamento nei quali:
- attraverso la fusione tra la FIP (Federazione Italiana Postelegrafonici) e la FIDAT (Federazione Italiana Dipendenti Aziende Telefoniche) si era costituita la FILPT;
- attraverso la fusione tra la FILS (Federazione Italiana Lavoratori Spettacolo) e la FILPC (Federazione Italiana Lavoratori Poligrafici e Cartai) si era costituita la FILIS.

Oggi sono circa 40 i CCNL di riferimento per i vari settori che fanno capo al SLC ed oltre 100.000 gli iscritti fra i lavoratori delle rispettive aziende.
Si tratta di lavoratrici e  lavoratori che appartengono a:
- Aziende postali e bancoposta
- Aziende di telecomunicazioni
- Aziende di emittenza radiotelevisiva
- Aziende cartarie, cartotecniche, grafiche e editoriali periodiche
- Aziende editrici e stampatrici di giornali quotidiani e agenzie di stampa
- Aziende del settore della pubblicità, informatica
- Aziende videofonografiche, aerofotogrammetriche e di fotolaboratori
- Aziende cinematografiche
- Enti teatrali
- Enti musicali.

Inoltre, lavoratrici e i lavoratori che svolgono:
- Attività dello sport e del tempo libero, Ippica e Case da Gioco
- Attività audiovisuali e multimediali
- Attività di produzione, di distribuzione e di esercizio cinematografico
- Attività teatrali e musicali
- Attività letterarie e di traduzione editoriale;

Infine, lavoratrici e i lavoratori della Società italiana autori e editori (SIAE).
Fa altresì riferimento al SLC-CGIL, attraverso un patto di affiliazione, il SINAGI (Sindacato Nazionale Giornalai d'Italia).

## Segretari generali
1996: Fulvio Fammoni
2004: Emilio Miceli
2012: Massimo Cestaro
2017: Fabrizio Solari
2024: Riccardo Saccone